# Distretto di Chekfa
Il distretto di Chekfa è un distretto della provincia di Jijel, in Algeria.

## Comuni
Il distretto di Chekfa comprende 4 comuni:
- Chekfa
- Bordj Tahar
- El Kennar Nouchfi
- Sidi Abdelaziz